# Acalolepta hachijoensis
Acalolepta hachijoensis är en skalbaggsart som först beskrevs av J. Linsley Gressitt 1956.  Acalolepta hachijoensis ingår i släktet Acalolepta och familjen långhorningar. Inga underarter finns listade i Catalogue of Life.